# Acalypha vagans
Acalypha vagans é uma espécie de flor do gênero Acalypha, pertencente à família Euphorbiaceae.